# Kelemen Endre (újságíró)
Kelemen Endre (Keszthely, 1933. november 1. – Budapest, 2018. augusztus 15.) magyar újságíró, televíziós szerkesztő, műsorvezető. Legismertebb műsorai közé tartozott a Családi kör, melyet 20 évig, 1974-től 1994-ig vezetett.

## Pályafutása
Felsőfokú tanulmányait 1952-től 1956-ig az ELTE Bölcsészettudományi Karán folytatta. Pedagógia-lélektan szakos középiskolai tanárként végzett. 1960 és 1961 között a MÚOSZ Újságíró Iskolájában újságíró képesítést szerzett. A Magyar Rádióban és a Magyar Televízióban 39 évig dolgozott: 1956 júliusától 1995 januárjáig.
Népszerű volt műsorvezetői, riporteri közreműködésével készülő családi műsorok, a Szülők, nevelők egymás közt és a Családi kör című sorozatok révén. Ez utóbbi 1974-től 1994-ig, húsz évig volt képernyőn, legtöbbször esti főműsoridőben.

### Televíziós tevékenységeinek főbb periódusai
- Gyermek-, Ifjúsági és Oktatási Műsorok Főszerkesztősége – szerkesztő; Iskolatelevízió – rovatvezető, osztályvezető (1963–1986)
- Művelődési Főszerkesztőség – főszerkesztő-helyettes (1986–1990)
- Oktatási és Családi Műsorok Stúdiója, főszerkesztő (1990–1994)

Nyugállományba vonulása után az MTV pedagógiai tanácsadója, a Művelődési Főszerkesztőségen szerkesztő, riporter eseti munkaszerződéssel 1998 és 2006 között.  	 

### Oktató tevékenységei
Több évtizedes televíziós munkája tapasztalatait és elméleti megalapozását számos hazai és külföldi publikációban, előadásban fejtette ki.
1997-től az egri Eszterházy Károly Főiskola Neveléstudományi Tanszékének munkatársaként, a média-specializáció keretében médiaismereteket oktatott a pedagógia szakos levelező hallgatóknak.

### Szakmai közéleti tevékenységei
- Médiaszakértőként megbízást kapott több intézmény országos pályázata bíráló bizottsági feladatainak ellátására (többek között: ORTT, NYITSZAK, Nemzeti Felnőttképzési Intézet)
- A tokiói Japán Díj nemzetközi oktató-televíziós műsorok versenyének zsűritagja (1986)

## Szakmai díjak és kitüntetések
- MTV-elnöki nívódíjak
- Munka Érdemrend, ezüst fokozat
- A Miskolci Film- és Televízió Műsorok Fesztiváljának kategória-díja (1971) a Szeretnék szépen beszélni c. műsorért
- Apáczai Csere János-díj a Magyar Televízióban végzett pedagógiai munkájáért (1985)
- Életműdíj, Magyar Televízió (2003)